# ديفيد لايت (لاعب كريكت)
ديفيد لايت (2 مارس 1944 في المملكة المتحدة - ) (بالإنجليزية: David Light)‏ هو لاعب كريكت بريطاني. لعب مع نادي مقاطعة بيدفوردشير للكريكت ‏ والمقاطعات الوطنية للكريكيت الإنجليزي والويلزي ‏.

## وصلات خارجية
- ديفيد لايت على موقع إي آس بي آن كريك إنفو (الإنجليزية)